# Gelbnackenlori

Trichoglossus rosenbergii, Hermann von Rosenberg, 1875.

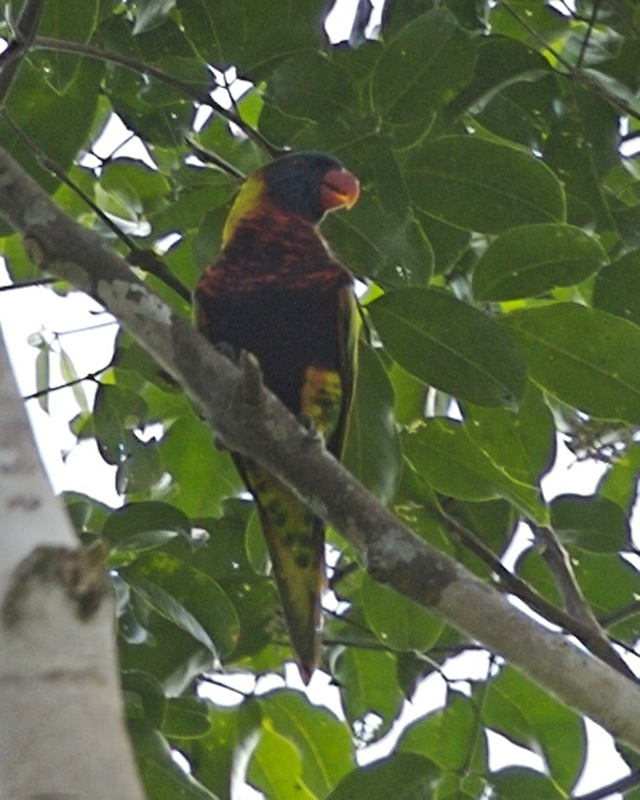
Gelbnackenlori untere Ansicht

Der Gelbnackenlori (Trichoglossus rosenbergii) auch Biak-Allfarblori ist eine Art aus der Familie der Eigentlichen Papageien.

## Merkmale
Das breite gelbe Nackenband ist das charakteristische Merkmal des Gelbnackenloris. Ansonsten ähnelt er dem Allfarblori und unterscheidet sich nur in der purpurnen unteren Brustpartie und dem gleich farbigen Bauch. Der obere Brustbereich ist ebenfalls stärker mit purpur durchzogen als beim Allfarblori.

## Verbreitung und Lebensraum
Der Gelbnackenlori ist eine endemische Art auf Biak und bewohnt sehr dichte Wälder.

## Taxonomie
Hermann Schlegel beschrieb den Gelbnackenlori 1871 erstmals wissenschaftlich und bezeichnete ihn schon damals als Trichoglossus rosenbergii. Er nannte ihn nach seinem Entdecker Hermann von Rosenberg. Der erste Gelbnackenlori gelangte 1910 nach Großbritannien und die weltweit erste Zucht fand im Zoo Barcelona 1974 statt.
Die taxonomischen Organisationen HBW Checklist/BirdLife International und IOC/IOU ordnen den Gelbnackenlori als eigene Art ein. Für die Clements Checklist hingegen ist er eine Unterart des Allfarbloris und wird entsprechend als Trichoglossus haematodus rosenbergii klassifiziert.
Es existieren gemäß den großen taxonomischen Organisationen keine Unterarten.

## Bestand und Gefährdung
Die aktuelle taxonomische Einordnung des Gelbnackenlori hat dazu geführt, dass die Art auf der Roten Liste gefährdeter Arten als „verletzlich“ (Vulnerable) eingestuft wird. Der Bestand der adulten Vögel wird auf 2'500 bis 9'999 mit einer sinkenden Tendenz geschätzt.

## Handel
Die Kontrolle des Handels wird über CITES Anhang II geregelt. Die Ein- und Ausfuhr sowie die Wiederausfuhr erfordert eine Genehmigung oder Bescheinigung des jeweiligen Ausfuhrstaates.